# Oşqūl
Oşqūl (persiska: Oşghūl, اصقول, Isqūl, Eşqūl) är en ort i Iran.   Den ligger i provinsen Khorasan, i den östra delen av landet, 800 km öster om huvudstaden Teheran. Oşqūl ligger 1 863 meter över havet och antalet invånare är 142.
Terrängen runt Oşqūl är lite bergig.Runt Oşqūl är det glesbefolkat, med 12 invånare per kvadratkilometer. Närmaste större samhälle är Khorāshād, 15,6 km norr om Oşqūl. Trakten runt Oşqūl är ofruktbar med lite eller ingen växtlighet.